# ギッサール山脈
ギッサール山脈（ギッサールさんみゃく、ロシア語: Гиссарский хребет、タジク語: Қаторкӯҳи Ҳисор (Qatorköhi Hisor)、ウズベク語: Hisor tizmasi / Ҳисор тизмаси、英語: Hissor Range / Hissar Range / Hisor Range）は中央アジアの山脈であり、パミール・アライ山脈の西部に位置する。タジキスタンとウズベキスタンの領土にまたがってほぼ東西に 200km 以上にわたって伸びている。

## 地理
ギッサール山脈は、ザラフシャン山脈の南側、ドゥシャンベの北に位置し、タジキスタンの共和国直轄地ギッサール地区から、ウズベキスタンのスルハンダリヤ州の北端へと至る。
標高 3372m のアンゾブ峠 (Anzob Pass) は、ギッサール山脈を越えてウズベキスタンの首都タシケントとタジキスタンの首都ドゥシャンベを結ぶルートの一部となっている。
ギッサール山脈の最高峰は標高4,643 meters (15,233 ft)で、タジキスタンとの国境に近いウズベキスタン領内にあり、ドゥシャンベの北西に位置している。かつては「ソビエト連邦共産党第22回大会記念峰 (пик имени XXII съезда КПСС)」と称されていたこの最高峰は、ハズレット・スルタン山といい、ウズベキスタンの最高地点でもある。
ギッサール山脈は、地質学的にはおもに結晶質岩、結晶片岩、砂岩から成り、ところどころに花崗岩の貫入が見られる。

### 自然環境
ギッサール峡谷は、シルケント国立公園 (Shirkent National Park) を含み、3,000 ha (7,400エーカー)の保護地域が確保されており、今後さらに30,000 ha (74,000エーカー)ほど拡大されることが見込まれているが、歴史的、科学的に興味を引く場所が極めて数多く集中している。